# Yuncheng
Yùnchéng (chinês tradicional: 運城, chinês simplificado: 运城) é uma prefeitura com nível de cidade na província de Xanxim, na China.